# Ласло Барцаї
Ласло Барцаї (угор. Bárczay László; 21 лютого або 21 травня 1936, Мішкольц — 7 квітня 2016) — угорський шахіст, гросмейстер від 1967 року.

## Шахова кар'єра
У другій половині 1960-х, а також у 1970-х, роках належав до провідних угорських шахістів. Найкращий результат у кар'єрі показав у своєму найпершому виступі на шаховій олімпіаді, 1966 року в Гавані, де набрав 11 очок у 12 партіях, а також здобув дві олімпійські медалі: бронзову разом з командою і золоту за найкращий результат на 4-й шахівниці. У своєму доробку має також дві срібні медалі командних чемпіонатів Європи, які здобув разом з національною збірною у 1970 і 1977 роках. 1967 року виступив на міжзональному турнірі (відбору до чемпіонату світу) в Сусі, посівши там 17-те місце.
Здобув низку турнірних успіхів, виграв чи поділив 1-ше місце, зокрема, в Шалґотар'яні (1967, меморіал Асталоша), Поляниці-Здруй (1969, меморіал Акіби Рубінштейна), Дечині (1978), Баймоку (1978), Градець-Кралове (1978/79), а також Тренчинське-Тепліце (1981).
Найвищий рейтинг Ело в кар'єрі мав станом на 1 січня 1976 року, досягнувши 2485 пунктів посідав тоді 8-ме місце серед угорських шахістів. Згідно з системою ретроспективного рейтингу chessmetrics, найвищий рейтинг мав станом на січень 1969 року, досягнувши 2582 бали посідав тоді 81-ше місце в світі.
Мав також успіхи у шахах за листуванням, 1979 року здобув звання гросмейстера у цьому різновиді шахів.

## Зміни рейтингу
| На цьому місці має відображатися графік чи діаграма, однак з технічних причин його відображення наразі вимкнено. Будь ласка, не видаляйте код, який викликає це повідомлення. Розробники вже працюють для того, щоби відновити штатне функціонування цього графіка або діаграми. | |
| | На цьому місці має відображатися графік чи діаграма, однак з технічних причин його відображення наразі вимкнено. Будь ласка, не видаляйте код, який викликає це повідомлення. Розробники вже працюють для того, щоби відновити штатне функціонування цього графіка або діаграми. |